# Targionia formosica
Targionia formosica là một loài rêu trong họ Targioniaceae. Loài này được Horik. mô tả khoa học đầu tiên.